# Ernst Glaeser

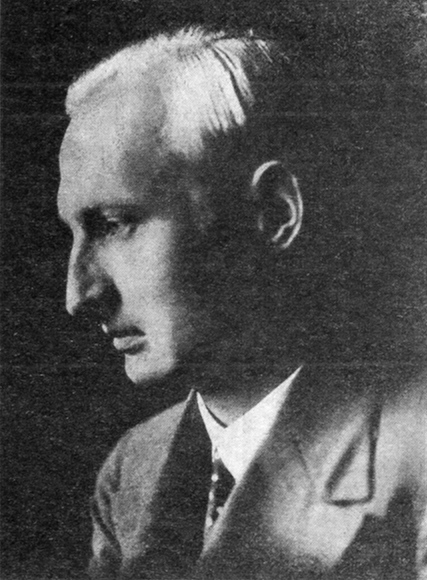
Ernst Glaeser

Ernst Glaeser, född den 29 juli 1902 i Butzbach, död den 8 februari 1963 i Mainz, var en tysk författare. Han uppträdde även under pseudonymerna Anton Dischler, Erich Meschede, Alexander Ruppel och Ernst Töpfer.

## Biografi
Glaeser var son till en domare. Han gick i gymnasiet i Darmstadt och studerade därefter filosofi, tyska och litteratur vid universiteten i Freiburg och München.
Efter avslutade studier arbetade han vid Frankfurter Zeitung och var dramaturg vid Neuen Theater i Frankfurt am Main. Från 1928 till 1930 var han chef för den litterära avdelningen vid Südwestdeutschen Rundfunks (Sydvästtyska radion). Från 1930 till 1933 var han lektör vid Propyläen Verlag.
I romanen Jag var ung 1914 (svensk översättning 1952) skildrade han sin egen generations svårigheter under och efter första världskriget. Som kommunist och pacifist måste han fly undan nazismen, vilken han för övrigt skildrade i romanen Den siste utan uniform (1935, svensk översättning 1936). Han flyttade till Tjeckoslovakien i december 1933 och därifrån först till Locarno och till Zürich 1935.
Hans utvandring kritiserades av de antifascistiska motståndarna till nazismen och han utvecklades i en allt mer konservativ riktning för att slutligen återvända till Tyskland i april 1939.
Under den nazistiska perioden gick han från att vara en utfryst författare till att vara ett föredöme. Han kunde åter publicera sina verk men nu under pseudonym. Under andra världskriget var han ställföreträdande redaktör för Der Luftwaffen, Frontzeitung Adler im Osten och Adler im Süden. Han skrev också i den tyskspråkiga Krakauer Zeitung, en tidskrift i det tyskockuperade Polen och för den tyska Adria-Zeitung i Trieste.
Efter 1945 blev Glaesers författarskap mindre framgångsrikt, särskilt som hans verk nu till stor del bara var svaga försök att rättfärdiga sin helomvändning 1939.